# دوق ماسوفيا

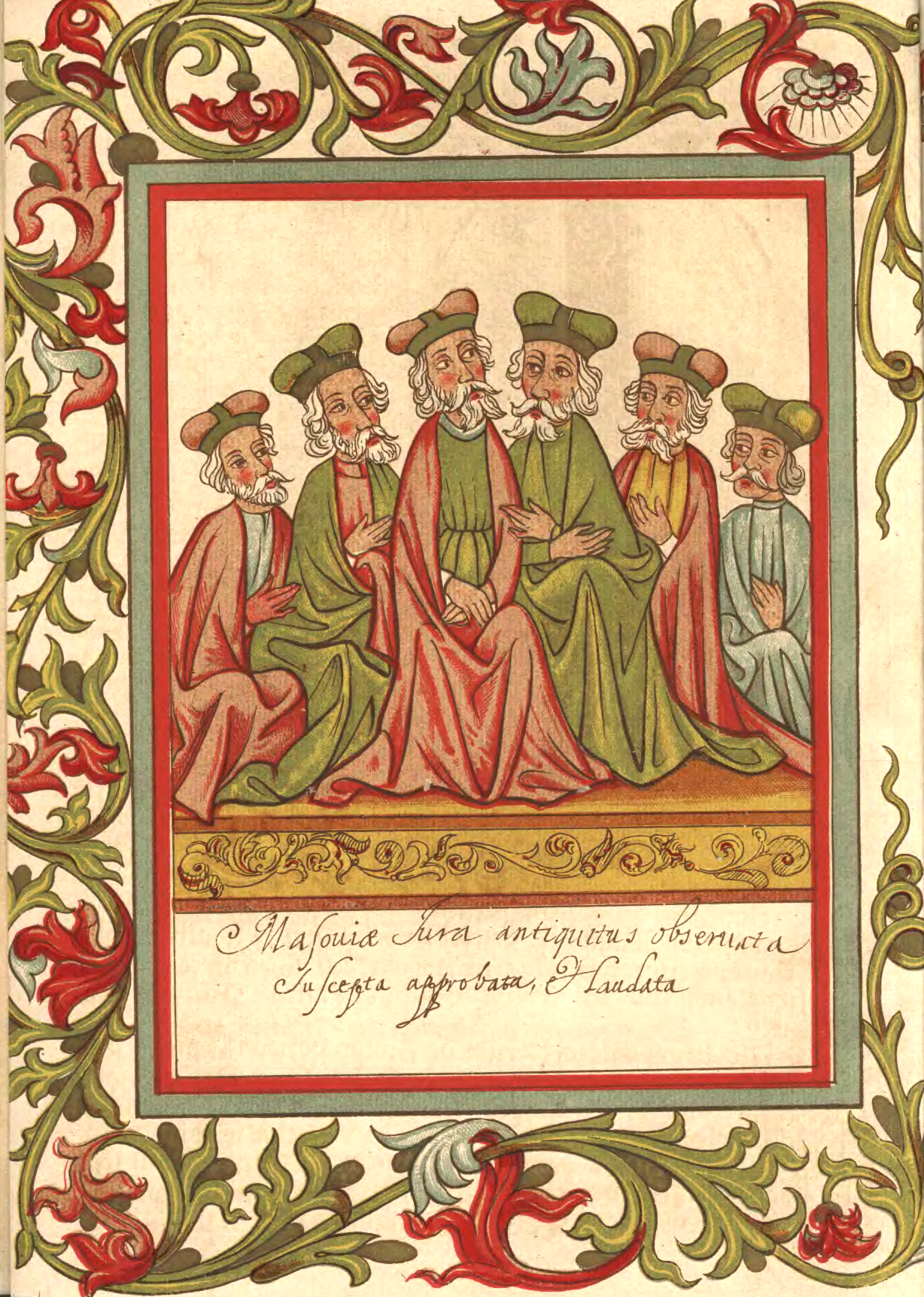
دوقات ماسوفيا

دوق ماسوفيا (بالبولندية: Książę Mazowsza)‏ هو اللقب الذي يحمله أبناء وأحفاد الدوق البولندي بوليسلاف الثالث ڤيرماوث. وفقًا لإرادة بوليسلاف الأخيرة ووصيته، بعد وفاته، تم تقسيم أراضيه إلى أربع إلى خمس مقاطعات وراثية موزعة على أبنائه، ومقاطعة ملكية في كراكوف مخصصة للأكبر، الذي كان من المقرر أن يكون الدوق الأعلى لبولندا. كان هذا معروفًا باسم تجزئة بولندا. أدت التطورات اللاحقة إلى مزيد من تفتت الدوقيات.
فيما يلي قائمة بجميع حكام دوقية ماسوفيا وأجزائها. على الرغم من عدم تمتع جميع شاغلي المناصب المدرجين هنا بحقوق اسمية في لقب دوق ماسوفيا، إلا أنهم جميعًا مدرجون على هذا النحو من أجل البساطة.
لاحظ أيضًا أن بعض التواريخ تقريبية فقط وقد تكون ملكية بعض الأراضي محل نزاع. أخيرًا، لا يشمل هذا الجدول الأراضي التي يحكمها دوقات أجزاء أخرى من بولندا المقسمة مثل ڤاتسلاڤ الثاني وڤاتسلاڤ الثالث ملوك بوهيميا.